# Мкртчян, Левон Оганесович
Лево́н Огане́сович Мкртчян (арм. Լեւոն Մկրտչյան; 18 марта 1965, Ереван) — армянский политический и государственный деятель. Член АРФ Дашнакцутюн. Министр образования и науки Армении (1998—1999, 2001—2003, 2006—2008, 2016—2018, 2018).

## Биография
1981—1986 — факультет истории Ереванского государственного университета.
1986—1998 — факультет истории Ереванского государственного университета, аспирант, преподаватель, доцент.
1990 — кандидат исторических наук.
1998—1999 — министр образования и науки Армении.
1999—2000 — советник премьер-министра, исполняющий обязанности председателя государственного совета по делам религии Армении.
2000—2001 — заместитель министра иностранных дел Армении.
2001—2003 — министр образования и науки Армении.
2003—2006 — депутат национального собрания Армении.
2006—2008 — министр образования и науки Армении.
С 2008 года доцент кафедры истории армянского народа исторического факультета Ереванский государственный университет.
24 февраля 2016 года указом Президента Армении назначен министром образования и науки Республики Армения.
23 апреля 2018 года, после отставки Сержа Саргсяна из-за протестов исполняющим обязанности премьер-министра стал Карен Карапетян, а Мкртчян стал исполняющим обязанности министра образования и науки. Спустя три дня, 26 апреля Левон Мкртчян подал в отставку.

## Награды
- Почётная медаль Национального Собрания
- Памятная медаль Премьер-министра
- Медаль «За сотрудничество»
- Медаль «Мовсес Хоренаци»
- Грамота Содружества Независимых Государств (17 июля 2017 года) — за активную работу по укреплению и развитию Содружества Независимых Государств[3]